# Roman Vishniac

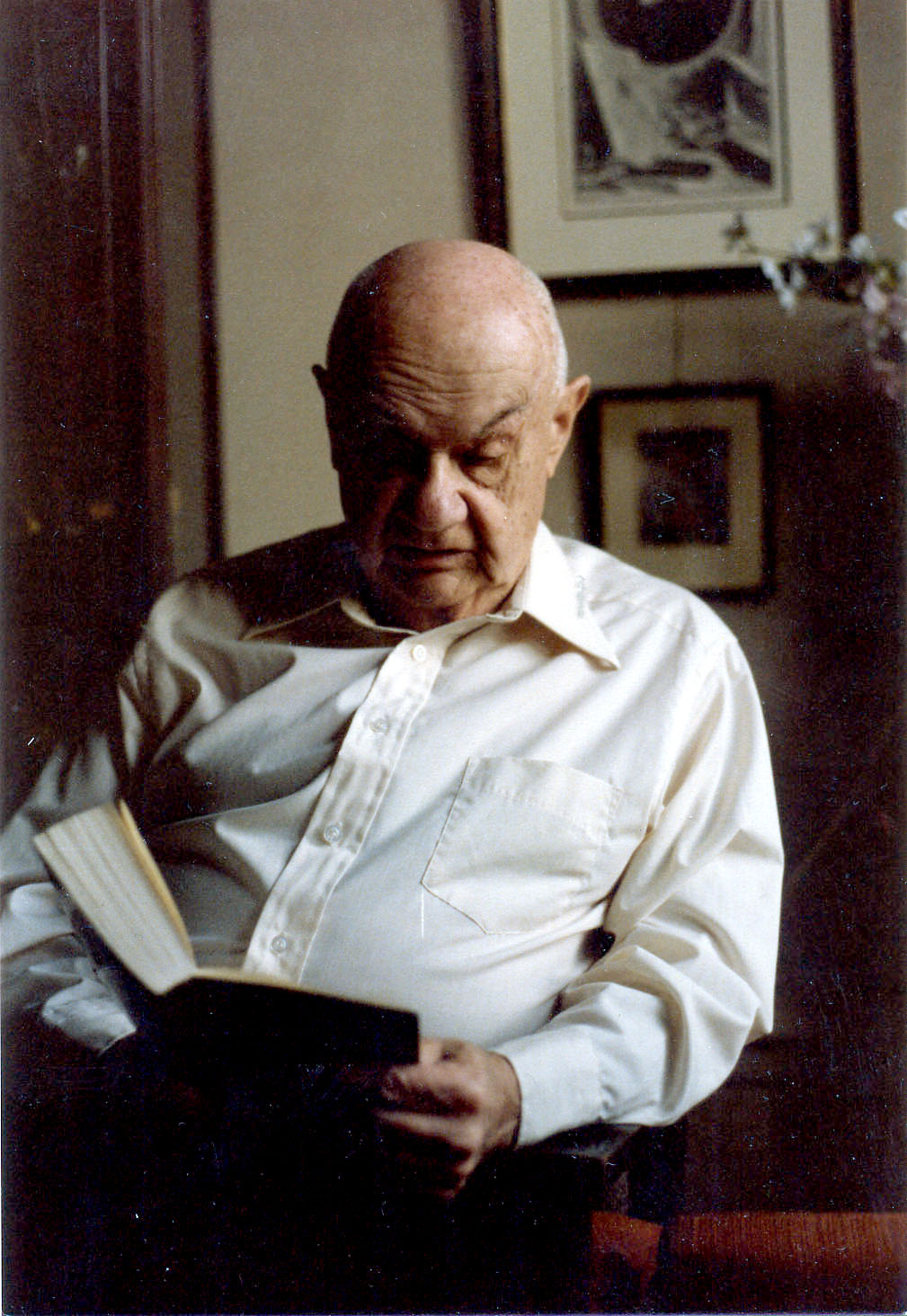
Vishniac rond 1980.

Roman Vishniac  (Russisch: Роман Соломонович Вишняк, Roman Solomonovitsj Visjnjak) (Pavlovsk, 19 augustus 1897 – New York, 22 januari 1990) was een beroemde Russisch-Amerikaanse fotograaf, een volleerde bioloog, een verzamelaar en docent kunstgeschiedenis. Hij was vooral bekend om zijn foto's van het Joodse leven in Centraal- en Oost-Europa tijdens het nationaalsocialisme. Hij heeft vele wetenschappelijke bijdragen geleverd aan microfotografie en time-lapse-fotografie. Vishniac was zeer geïnteresseerd in geschiedenis, vooral die van zijn voorouders. Het complete archief van zijn werk ligt in het International Center of Photography.
Roman Vishniac won internationale faam voor zijn fotografie voor zijn foto's van de shtetlach, Joodse Getto's, portretten van beroemdheden, en afbeeldingen van microscopische biologie. Hij is ook bekend door zijn boek A Vanished World (Nederlands: Een verdwenen wereld), gepubliceerd in 1983. Het boek gaf informatie over de Joodse cultuur in Oost-Europa.

## Biografie
Vishniac werd in 1897 geboren in de datsja van zijn grootouders, net buiten Sint-Petersburg, in de stad Pavlovsk. Hij groeide op in Rusland, in Moskou. Zijn vader, Solomon Vishniac, was een rijke fabrikant van paraplu's. Zijn moeder, Manya, was de dochter van een welgestelde diamanthandelaar. Als kind was Roman gefascineerd door de biologie en de fotografie. Zijn kamer stond vol met planten en hij hield diverse vissen, insecten en andere kleine dieren. Op zijn zevende verjaardag kreeg hij een microscoop van zijn grootmoeder, waar hij een camera op aansloot. Vishniac gebruikte deze microscoop uitgebreid. Hij bekeek en fotografeerde alles wat hij kon vinden, van dode insecten tot protozoa.
In 1918 verhuisden Roman Vishniac en zijn familie naar Berlijn als gevolg van het antisemitisme tijdens de derde Russische revolutie. Kort na aankomst trouwde hij met Luta (Leah) Bagg, met wie hij twee kinderen kreeg, Mara en Wolf. In zijn vrije tijd studeerde hij kunst aan de Universiteit van Berlijn.
In de jaren 1930, toen het antisemitisme groeide in Duitsland, reisde Vishniac af naar Oost-Europa, waar hij de cultuur van de arme Joden fotografeerde. In 1939 fotografeerde hij het leven in het Joodse Werkdorp Nieuwesluis in de Nederlandse Wieringermeerpolder. Nadat hij na een paar jaar terug was in nazi-Duitsland, in 1939, vluchtte zijn vrouw Luta, samen met hun kinderen en haar ouders, naar Zweden, weg uit het vijandelijke Duitsland.
De familie Vishniac vluchtte in 1940 van Lissabon naar New York. Vishniac probeerde daar een baan te krijgen maar dat mislukte. Hij sprak op dat moment meerdere talen waaronder Duits, Russisch en Jiddisch. Hij sprak alleen nog geen Engels en had dus een moeilijke tijd. Hij slaagde er uiteindelijk in om een aantal portretten te maken voor buitenlandse klanten, maar de zaken gingen niet goed. In 1942 maakte hij een van zijn meest bekende fotoportretten, dat van Albert Einstein. Een jaar daarna, in 1943, werd zijn werk tentoongesteld op de Columbia-universiteit.
In 1946 scheidde hij van Luta en het jaar daarop trouwde hij met Edith Ernst.
Ook op oudere leeftijd was Roman Vishniac zeer actief. In 1957 werd hij benoemd tot onderzoeker aan het Albert Einstein College of Medicine. In 1961 werd hij bevorderd tot hoogleraar in het onderwijs in de biologie. In de jaren zeventig en tachtig was Vishniac hoogleraar in de creativiteit aan het Pratt Institute. In deze tijd leefde hij met zijn vrouw Edith in Manhattan. Op 22 januari 1990 stierf hij op 93-jarige leeftijd aan darmkanker.
- Bibsys: 90214808
- Bibliothèque nationale de France: cb11928539m (data)
- CiNii: DA09513004
- Stuttgart Database of Scientific Illustrators 1450–1950: 6197
- Gemeinsame Normdatei: 119117908
- International Standard Name Identifier: 0000 0001 1084 8601
- Library of Congress Control Number: n83198451
- Nationale Bibliotheek van Letland: 000072693
- National Gallery of Victoria: 2257
- Nationale Bibliotheek van Tsjechië: jn20000605445
- Nationale bibliotheek van Australië: 35583027
- Nationale Bibliotheek van Israël: 987007269562605171
- Nederlandse Thesaurus van Auteursnamen: 069874662
- PIC: 3090
- Réseau des bibliothèques de Suisse occidentale: 02-A003945224
- RKD-Nederlands Instituut voor Kunstgeschiedenis: 379186
- SNAC: w6z60s94
- Système universitaire de documentation: 027188221
- Trove: 1003657
- Union List of Artist Names: 500099753
- Virtual International Authority File: 114671627
- WorldCat: E39PBJwHcqD4xVcrykPbDQvCQq